# Пасынков, Григорий Васильевич
Григорий Васильевич Пасынков (12 сентября 1922 — 2 декабря 2004) — советский лётчик бомбардировочной авиации ВМФ СССР в годы Великой Отечественной войны, Герой Советского Союза (31.05.1944). Полковник (20.03.1958).

## Биография
Родился 12 сентября 1922 года в селе Ардон (ныне — город в Ардонском районе Республики Северная Осетия — Алания). Окончил семь классов школы и аэроклубе в Орджоникидзе (1940). 
В мае 1940 года был призван на службу в Рабоче-крестьянский Красный Флот. В августе 1941 года окончил Военно-морское авиационное училище имени И. В. Сталина в Ейске. После окончания училища направлен в ВВС Балтийского флота.
С августа того же года — участник Великой Отечественной войны. Войну прошёл в составе 73-го пикирующего бомбардировочного авиационного полка ВВС Балтийского флота, который 22 января 1944 года за отличное выполнение заданий командования получил гвардейское звание и был преобразован в 12-й гвардейский пикирующий бомбардировочный авиационный полк ВВС ВМФ. Воевал на бомбардировщике Пе-2.
Участник битвы за Ленинград. Отличился в ходе операции «Искра» по прорыву блокады Ленинграда, в которой только в первый день наступления 14 января 1943 года совершил 5 боевых вылетов. Ударом с пикирования добился прямого попадания и разрушил здание 8-й гидроэлектростанции, превращенное немцами в узел обороны, чем дал возможность наземным частям продвинуться вперёд.
К февралю 1944 года заместитель командира эскадрильи 12-го гвардейского пикировочно-бомбардировочного авиаполка 8-й минно-торпедной авиационной дивизии ВВС Балтийского флота гвардии лейтенант Григорий Пасынков совершил 78 боевых вылетов на бомбардировку скоплений боевой техники и живой силы противника, его важных объектов, нанеся ему большие потери.
Указом Президиума Верховного Совета СССР от 31 мая 1944 года за «образцовое выполнение боевых заданий командования на фронте борьбы с немецкими захватчиками и проявленные при этом отвагу и геройство» гвардии лейтенанту Григорию Васильевичу Пасынкову присвоено звание Героя Советского Союза с вручением ордена Ленина и медали «Золотая Звезда» № 3293.
В сентябре 1944 года был отозван с фронта и направлен на учёбу. В январе 1945 года окончил Высшие офицерские курсы ВВС ВМФ.
После их окончания назначен командиром эскадрильи 34-го авиаполка 10-й авиационной дивизии пикирующих бомбардировщиков ВВС Тихоокеанского флота. Участвовал в советско-японской войне в августе 1945 года. Выполнил 3 боевых вылета, при массированной авиационной атаке на порт Расин 10 августа 1945 года потопил в паре 1 танкер и в составе группы участвовал в потоплении нескольких кораблей, взорвал склад боеприпасов.
После её окончания продолжил службу в ВМФ СССР в том же полку. В 1949 году окончил Высшие офицерские лётно-тактические курсы авиации ВМФ и в ноябре этого года назначен заместителем командира — старшим инспектором-лётчиком по технике пилотирования и теории полёта 569-го дальнего бомбардировочного авиаполка ВВС Черноморского флота, с апреля 1951 года находился на такой же должности в 1676-м минно-торпедном авиаполку, а с июня 1951 по декабрь 1953 года командовал 716-й отдельной авиационной эскадрильей перегонки самолётов того же флота. В 1956 году окончил авиационный факультет Военно-морской академии имени К. Е. Ворошилова. С октября 1956 года — командир 981-го минно-торпедного авиаполка ВВС Черноморского флота. В марте 1959 года в звании полковника он был уволен в запас. 
Проживал в Евпатории. Работал в Евпаторийском порту. Умер 2 декабря 2004 года, похоронен в Евпатории на городском кладбище.

## Награды
- Герой Советского Союза (31.05.1944)
- Орден Ленина (31.05.1944)
- Три ордена Красного Знамени (19.01.1943, 22.05.1943, 13.08.1945)
- Орден Отечественной войны 1-й степени (11.03.1985)
- Два ордена Красной Звезды (26.03.1942, 30.12.1956)
- Медаль «За боевые заслуги» (15.11.1950)
- Ряд других медалей СССР[3]
- Почётный гражданин города Евпатории (1995)[8]

## Память
- Именем Г. В. Пасынкова названы средняя общеобразовательная школа № 1 города Ардон и улица в Ардоне[3].
- В Евпатории мемориальная доска установлена на доме, в котором жил Герой (ул. Демышева, дом 100).